# 天主教瓦卡里亚教区
天主教瓦卡里亞教區（拉丁語：Dioecesis Vaccariensis），是巴西一個天主教教區，位於東南部南大河州東北部，包括廿五個市。屬帕蘇豐杜總教區。
1934年9月8日設立自治監督區，1957年1月18日升為教區。2010年有教友195,000人，佔總人口89.9%。有廿八個堂區、司鐸五十六人。現任教區主教為伊里內烏·加森。